# 双葉ひより
双葉 ひより（ふたば ひより、2000年3月24日 - ）は、日本のAV女優。LIGHT所属。

## 略歴・人物
宮城県出身。
趣味・特技はゲーム、料理、お菓子作り。
2020年3月、マキシング専属女優としてAVデビュー。
2020年5月をもって専属を離れ、企画単体女優となる。

## 作品

### アダルトDVD
2020年
- 現役女子学生の性感開発 新人 双葉ひより 20才 Gカップ AVデビュー（3月16日、MAXING）
- 出張先でまさかの相部屋 変態部長にハメられた巨乳新人社員（4月16日、MAXING）
- Gカップ巨乳女子大生 寝取られオイルマッサージ（5月16日、MAXING）
- 栃木から噂の最強ヤリマン素人が殴り込み! 「1000人斬り巨乳ビッチやばたにえんハメ潮ギャル美でーす」（7月12日、MERCURY）
- @新宿 地方の人妻限定 巨大バスターミナル前で訳アリ人妻をナンパしてみた 2（7月25日、ビッグモーカル）
- 可愛い顔して裏アカ使って童貞狩りする淫乱すぎるメイドカフェ店員（7月25日、あんず）※「みさき」名義
- 噂の童顔痴女巨乳2人組のいる女子寮 下着姿で不意打ち勃起した宅配員をニヤニヤ顔で痴女狩り 親友あみ&ひより（8月1日、チックス）
- ミスターミチル5周年記念専属女優オーディション Vol.5（8月13日、Mr.michiru）
- 完全撮り下ろし! アナタを挑発しながらディルドオナニーを見せつける女たち… ガニ股で下品に腰振る発情オマ○コをご覧ください 3（8月25日、セレブの友）
- 『私が(童貞)卒業させてあげる!』 母親代わりの姉の大きな胸に顔をうずめられながらの抱きつき高速ピストン座位で何度も中出しで最高の童貞喪失!（9月7日、Hunter）
- 合宿に来ていた水泳部巨乳JDの競泳水着を脱がせて背後からノンストップ乳首責め 敏感なおっぱいの先っちょをしつこく攻められ腰をクネらせて 人生初のビーチク失禁イキ潮!!発情オマ○コを激ピスされたら中出しもすんなりOKしちゃう!?（9月10日、サディスティックヴィレッジ）
- 完全撮りおろし 乳首でイク女たち オーディション参加者15人！ 寄りと引きの固定カメラで乳首イキを完全収録 乳首フェチがオナニーするための動画＋逆乳首攻めで男もイカす15人分（11月12日、Mr.michiru）
- 『わたし本当はすごくエッチなんだよ!ちょっと引いてる??』 まじめで巨乳過ぎる義姉と狭いお風呂で二人きりになったら大きな胸が当たりまくり!（12月19日、Hunter）
- 『エッチな事したかったら私の体使ってもいいからね、私の練習にもなるし…』 妹の体を使って童貞のボクがセックス練習!妹がどんどん可愛くなってきて困っています。（12月19日、Hunter）

### アダルト配信
- 【初撮り】【連続巨根絶頂】【天然Hカップのたわわ】うさぎの耳をつけた自宅警備員のひよりちゃん。いつものひとりエッチでは得られない快感の波に.. ネットでAV応募→AV体験撮影 1277（2020年7月1日、シロウトTV）※「ひより」名義

### デジタル写真集
- 現役女子学生の性感開発 新人 双葉ひより 20才 Gカップ AVデビュー（2020年6月16日、MAXING）
- 出張先でまさかの相部屋 変態部長にハメられた巨乳新人社員（2002年7月3日、MAXING）
- Gカップ巨乳女子大生 寝取られオイルマッサージ（2020年8月6日、MAXING）

## 出演

### ウェブドラマ
- 全裸監督2（2021年6月24日 全話配信、Netflix） - 1話、2話